# 2010년 해변 아시안 게임
2010년 해변 아시안 게임은 2010년 12월 8일부터 12월 16일까지 오만의 무스카트에서 열린 해변 아시안 게임 대회이다.

## 참가 국가
총 45개국 중 43개국이 참가하였다. 마카오, 조선민주주의인민공화국은 불참하였으며, 쿠웨이트는 쿠웨이트 올림픽 위원회가 국제 올림픽 위원회(IOC)로부터 자격 정지 처분을 받은 상태였기 때문에 개인 자격으로 참가했다.
| - 네팔 (8) - 대한민국 (24) - 동티모르 (8) - 라오스 (4) - 레바논 (16) - 말레이시아 (14) - 몰디브 (10) - 몽골 (4) - 미얀마 (10) - 바레인 (33) - 방글라데시 (8) - 베트남 (49) - 브루나이 (6) - 부탄 (2) - 사우디아라비아 (22) | - 스리랑카 (20) - 시리아 (31) - 싱가포르 (8) - 아랍에미리트 (10) - 아프가니스탄 (14) - 예멘 (17) - 오만 (83) (개최국) - 우즈베키스탄 (12) - 요르단 (18) - 인도 (55) - 인도네시아 (108) - 이라크 (7) - 이란 (18) - 일본 (46) - 중화인민공화국 (100) | - 중화 타이베이 (38) - 카자흐스탄 (26) - 카타르 (31) - 캄보디아 (4) - 쿠웨이트 출신 선수 (47) - 키르기스스탄 (1) - 태국 (125) - 타지키스탄 (8) - 투르크메니스탄 (4) - 파키스탄 (26) - 팔레스타인 (10) - 필리핀 (24) - 홍콩 (13) |

## 경기 종목
| - 보디빌딩 (6) - 비치발리볼 (2) - 비치사커 (1) - 비치세팍타크로 (4) - 비치수구 (1) | - 비치카비디 (2) - 비치핸드볼 (2) - 수영 마라톤 (4) - 요트 (6) - 비치우드볼 (4) | - 워터스키 (6) - 텐트페깅 (8) - 트라이애슬론 (2) - 제트스키 (4) |

## 메달 집계
| 순위 | 국가           | 금메달 | 은메달 | 동메달 | 합계 |
| ---- | -------------- | ------ | ------ | ------ | ---- |
| 1    | 태국           | 14     | 6      | 9      | 29   |
| 2    | 중화인민공화국 | 9      | 5      | 5      | 19   |
| 3    | 오만           | 5      | 2      | 6      | 13   |
| 4    | 이라크         | 3      | 3      | 1      | 7    |
| 5    | 대한민국       | 2      | 3      | 0      | 5    |
| 6    | 인도네시아     | 2      | 2      | 6      | 10   |
| 7    | 쿠웨이트       | 1      | 3      | 0      | 4    |
| 8    | 아랍에미리트   | 1      | 2      | 0      | 3    |
| 9    | 말레이시아     | 1      | 1      | 0      | 2    |
| 9    | 시리아         | 1      | 1      | 0      | 2    |
| 11   | 인도           | 1      | 0      | 1      | 2    |
| 12   | 카자흐스탄     | 1      | 0      | 0      | 2    |
| 13   | 베트남         | 0      | 4      | 3      | 7    |
| 14   | 파키스탄       | 0      | 2      | 2      | 4    |
| 15   | 요르단         | 0      | 2      | 1      | 3    |
| 16   | 중화 타이베이  | 0      | 1      | 4      | 5    |
| 17   | 홍콩           | 0      | 1      | 3      | 4    |
| 18   | 예멘           | 0      | 1      | 2      | 3    |
| 19   | 일본           | 0      | 1      | 1      | 2    |
| 20   | 미얀마         | 0      | 1      | 0      | 1    |
| 21   | 브루나이       | 0      | 0      | 1      | 1    |
| 21   | 이란           | 0      | 0      | 1      | 1    |
| 21   | 사우디아라비아 | 0      | 0      | 1      | 1    |
| 21   | 방글라데시     | 0      | 0      | 1      | 1    |
| 21   | 레바논         | 0      | 0      | 1      | 1    |
| 21   | 타지키스탄     | 0      | 0      | 1      | 1    |
| 합계 | 합계           | 52     | 52     | 58     | 162  |